# Coleophora polycarpaeae
Coleophora polycarpaeae é uma espécie de mariposa do gênero Coleophora pertencente à família Coleophoridae.